# Лошадь и всадник прыгают через препятствие
«Лошадь и всадник прыгают через препятствие» (нем. Pferd und Reiter Springen über ein Hindernis) — короткометражный чёрно-белый немой фильм, снятый в 1888 году изобретателем, фотографом и хронофотографом Оттомаром Аншютцем (нем. Ottomar Anschütz). Это первый немецкий фильм, он также считается одним из первых фильмов мира. Снят в Ганновере (Нижняя Саксония, Германская империя).

## Описание
Лошадь перепрыгивает через 70-сантиметровое препятствие, рядом с ним есть небольшой обрыв, который лошадь также преодолевает одним прыжком. Это учебный фильм, созданный для прусской армии с целью помочь её солдатам улучшить свою технику верховой езды.